# Box-office mondial 2016
Voici la liste des films sortis en 2016 ayant dépassé 200 000 000 $ de recettes mondiales, en date du 20 décembre 2016.
| Rang | Film                                     | Pays                     |
| ---- | ---------------------------------------- | ------------------------ |
| 1    | Captain America: Civil War               | États-Unis               |
| 2    | Le Monde de Dory                         | États-Unis               |
| 3    | Zootopie                                 | États-Unis               |
| 4    | Le Livre de la jungle                    | États-Unis               |
| 5    | Comme des Bêtes                          | États-Unis / France      |
| 6    | Batman v Superman : L'Aube de la justice | États-Unis               |
| 7    | Deadpool                                 | États-Unis               |
| 8    | Suicide Squad                            | États-Unis               |
| 9    | Les Animaux fantastiques                 | États-Unis / Royaume-Uni |
| 10   | Docteur Strange                          | États-Unis               |
| 11   | X-Men: Apocalypse                        | États-Unis               |
| 12   | The Revenant                             | États-Unis               |
| 13   | Kung Fu Panda 3                          | États-Unis Chine         |
| 14   | Warcraft : Le Commencement               | États-Unis               |
| 15   | Independence Day: Resurgence             | États-Unis               |
| 16   | Tarzan                                   | États-Unis               |
| 17   | Alice de l'autre côté du miroir          | États-Unis Royaume-Uni   |

### Sources
- http://www.cinemondial.com/visu_bomon.php